# Volontaires et conscrits étrangers de la Waffen-SS

Volontaires ukrainiens de la division Galicie marchant à Sanok en Pologne, mai 1943

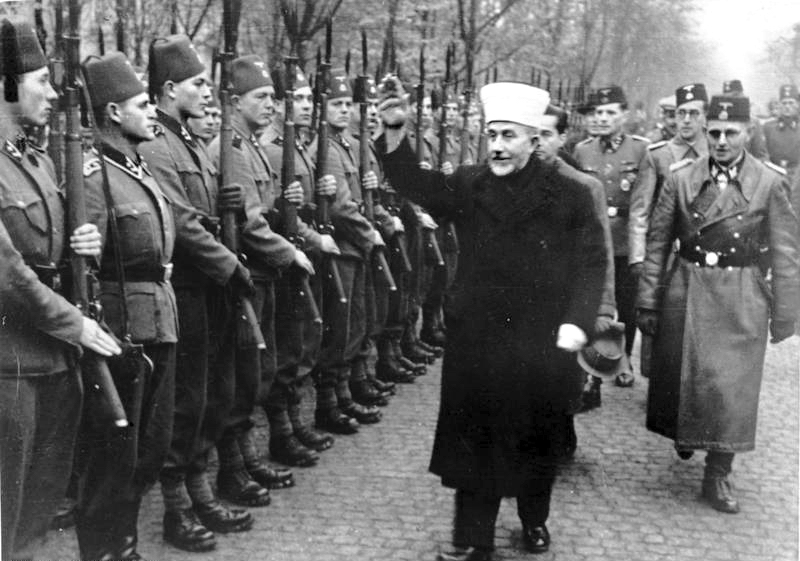
Volontaires bosniaques de la 13e division de montagne Waffen SS Handschar inspectés par le grand mufti de Jérusalem, aux côtés du SS-Brigadeführer Karl-Gustav Sauberzweig, novembre 1943.

Pendant la Seconde Guerre mondiale, la Waffen-SS recrute un nombre important de non-Allemands, à la fois comme volontaires et comme conscrits. Au total, quelque 500 000 non-Allemands et germanophones Volksdeutsche, venant pour la plupart de pays d'Europe occupée, sont enrôlés entre 1940 et 1945. Ces unités sont sous le contrôle du SS-Führungshauptamt aux ordres de Heinrich Himmler. Sur le plan opérationnel, les unités de la Waffen-SS dépendent de l'Oberkommando der Wehrmacht.

## Contexte
La Waffen-SS est créée comme l'aile militaire de la Schutzstaffel, « escadron de protection » du parti nazi. Ses origines remontent à la sélection d'un groupe de 120 SS en 1933 par Sepp Dietrich pour former le Sonderkommando Berlin, devenu la 1re division SS Leibstandarte SS Adolf Hitler (LSSAH). En 1934, la SS développe sa propre branche militaire, la SS-Verfügungstruppe (SS-VT), qui, avec la LSSAH, évolue pour devenir la Waffen-SS. Sous l'autorité de Himmler, la Waffen-SS développe une structure de commandement entièrement militarisée et passe de trois régiments à plus de 38 divisions pendant la Seconde Guerre mondiale, servant aux côtés de la Heer, sans jamais en faire officiellement partie. Hitler ne souhaite pas que la Waffen-SS soit intégrée à l'armée ou la police d'État, mais qu'elle reste une force indépendante à la disposition du Führer .

## Recrutement et conscription

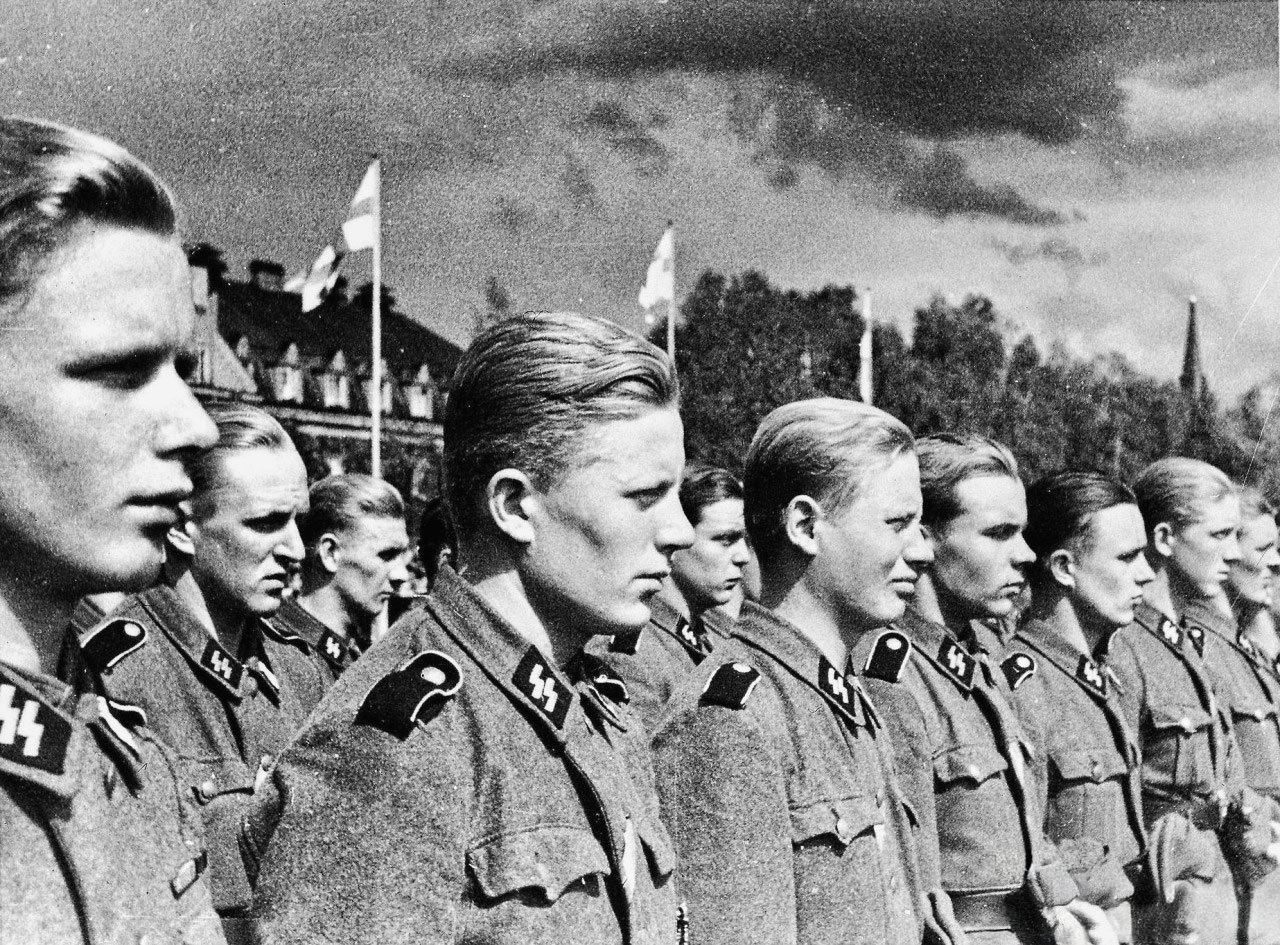
Volontaires finlandais en rang à Tampere en Finlande, 1943

En 1934, Himmler fixe des exigences strictes pour les enrôlés. Ils doivent être ressortissants allemands, capables de prouver leur ascendance aryenne jusqu'en 1800, célibataires et sans casier judiciaire, âgés de 17 à 23 ans, mesurer au moins 1,74 m (1,78 m pour la Leibstandarte), avoir une dentition et une vue parfaites et fournir un certificat médical. En 1938, les conditions de taille et dentaires sont assouplies, et les lunettes pour l'astigmatisme et la correction légère de la vision sont autorisées. Après que la guerre a commencé en Europe, les exigences physiques ne sont plus strictement appliquées. À la suite de la Bataille de France en 1940, Hitler autorise l'enrôlement de « personnes perçues comme étant apparentées », selon l'expression d'Himmler, pour élargir le recrutement. Un certain nombre de Danois, de Néerlandais, de Norvégiens, de Suédois et de Finlandais se portent volontaires pour servir dans la Waffen-SS sous le commandement d'officiers allemands,. Les unités non germaniques ne sont pas considérées comme faisant directement partie des SS, qui maintiennent des critères raciaux stricts, mais comme des ressortissants étrangers servant sous commandement SS.
Le recrutement commence en avril 1940 avec la création de deux régiments : Nordland (plus tard 11e division SS Nordland) et Westland (plus tard 5e division SS Wiking). Avec la croissance des effectifs, les volontaires sont regroupés en légions (de la taille d'un bataillon ou d'une brigade) ; leurs membres comprennent les soi-disant non-Allemands germaniques ainsi que des officiers d'origine allemande originaires des territoires occupés. Contre la volonté d'Hitler - qui interdisait d'utiliser des unités militaires de personnes dites « racialement inférieures » - les SS ajoutent des recrues étrangères et les utilisent pour contourner les pénuries de main-d'œuvre. Certaines de ces unités Waffen-SS étrangères sont employées à des missions de sécurité, entre autres.
Après l'invasion de l'Union soviétique lors de l'opération Barbarossa, on recrute en France, en Espagne, en Belgique (y compris des Wallons), en Tchécoslovaquie occupée, en Hongrie et dans les Balkans. En février 1942, le recrutement en Europe du Sud-Est se transforme en conscription obligatoire pour toutes les minorités allemandes en âge de servir. À partir de 1942, d'autres unités non germaniques sont constituées : ces légions sont formées d'hommes d'Estonie, de Lettonie, de Bosnie, d'Herzégovine, de Croatie, de Géorgie, d'Ukraine, de Russie et de cosaques. Cependant, en 1943, les Waffen-SS ne peuvent plus prétendre globalement être une force de combat « d'élite ». Le recrutement et la conscription se font sur la base d'une « expansion numérique plutôt que qualitative », et de nombreuses unités « étrangères » sont utilisées pour le service d'arrière-garde.
Un système de nomenclature est développé pour distinguer formellement le personnel en fonction de son lieu d'origine. Les unités germaniques portent le préfixe « SS » et celles non-germaniques le préfixe « Waffen ». La 5e division SS Wiking inclut des recrues du Danemark, de Norvège, de Finlande, de Suède et d'Estonie tout au long de son histoire. Malgré les pénuries de main-d'œuvre, la Waffen-SS reste fondée sur l'idéologie raciste du nazisme : ainsi les Polonais sont spécifiquement considérés comme des « de seconde classe » et sont la seule population dont ni les unités volontaires SS ni la police auxiliaire n'ont jamais voulu. Au début de 1943, la Waffen-SS accepte 12 643 des 53 000 recrues rassemblées dans l'ouest de l'Ukraine, et en 1944, leur nombre atteint 22 000.
Les efforts de recrutement en 1943 en Estonie rapportent environ 5 000 soldats pour la 20e division estonienne des Waffen-SS. En Lettonie, cependant, les nazis ont plus de succès avec en 1944 plus de 100 000 soldats servant dans les divisions lettones Waffen-SS. Avant la fin de la guerre, les étrangers ayant servi dans la Waffen-SS sont quelque 500 000, y compris ceux enrôlés de force. L'historien Martin Gutmann ajoute que certaines forces supplémentaires sont venues d' « Europe de l'Est et du Sud-Est, y compris des soldats musulmans des Balkans ».

## Après-guerre
Au cours des procès de Nuremberg, la Waffen-SS est déclarée organisation criminelle pour son implication majeure dans des crimes de guerre et pour avoir été « partie intégrante » des SS,. Les conscrits qui n'ont pas eu d'autre choix que de rejoindre ses rangs et qui n'ont pas commis « de tels crimes » ne sont pas concernés par cette déclaration .
Le collaborateur belge Léon Degrelle s'enfuit en Espagne, malgré sa condamnation à mort par contumace par les autorités belges. Environ 150 soldats baltes de Lettonie, de Lituanie et d' Estonie qui se sont battus contre les Soviétiques et se sont réfugiés en Suède, sont extradés vers l'Union soviétique en 1946.
Les hommes du 15e corps SS de cavalerie cosaque se retrouvent en Autriche à la fin de la guerre et se rendent aux troupes britanniques. Bien qu'ils aient reçu l'assurance de ne pas être rapatriés, ils sont néanmoins renvoyés en Union soviétique. Beaucoup sont exécutés pour trahison.
Après la guerre, les membres des unités de Waffen-Grenadier de la Baltique sont considérés par les Alliés occidentaux comme séparés et distincts, dans leur idéologie et leurs actions, des SS allemands . Durant les procès de Nuremberg en 1946, les Estoniens, les Lettons et les Lituaniens enrôlés dans les Waffen-SS, ne sont pas qualifiés de criminels car ayant été « coincés entre et soumis aux deux diktats régimes autoritaires ».
Parmi les 11 000 membres ukrainiens de l'ancienne SS Galizien qui se sont enfuis vers l'ouest pour se rendre - vêtus de leurs uniformes SS allemands - aux Britanniques en Italie, seuls 3 000 d'entre eux sont rapatriés en Union soviétique. Les autres restent temporairement hébergés à Rimini comme personnes déplacées, beaucoup deviennent ensuite citoyens britanniques ou canadiens en raison de la guerre froide.

## Unités étrangères Waffen-SS recrutées par l'Allemagne nazie

### Albanie
Total : 6 500 à 7 000
- 21e division SS Skanderbeg[31]

### Belgique
Total: 18 000 (environ "répartis également entre Flamands et Wallons")
- Légion SS-Freiwilligen Flandern (1941) : 875 [33]
- SS-Freiwilligen-Standarte Nordwest [31]
- 28e division SS Wallonien[31]
- 6e Volontaires SS Sturmbrigade Langemarck[31]
- 27e Volontaires SS Langemarck[31]
- Volontaires flamands de la 5e division SS Wiking

### Bulgarie
- Régiment de grenadiers Waffen SS (1er bulgare)[31]

### Bohême et Moravie
Total : 77. Créé à la mi-mars 1945, n'a jamais combattu.
- Compagnie Saint-Venceslas[34]

### Croatie
- 13e division SS Handschar[35]
- 23e division SS Kama[35]

### Danemark
Total : 6 000
- Corps franc danois (1941): 1 164[33]
- Volontaires danois dans la Waffen-SS, la majorité d'entre eux dans la 5e division SS Wiking et la 11e division SS Nordland[36]

### Estonie
Total : 20 000
- - 20e division de grenadiers de Waffen des SS (1er estonien) [35]

### Finlande
Total : 1 180 à 3 000 
- Bataillon de volontaires finlandais de la Waffen-SS [35]

### France
Total : 20 000
- Französisch SS-Freiwilligen-Sturmbrigade[35],[39]
- 33e division SS « Charlemagne »[35]
- Bezen Perrot (80 hommes)

### Hongrie
Total : 20 000
- 22e division SS Maria Theresia[35]
- 25e division SS (hongroise no 1)[35]
- 26e division SS (hongroise no 2)[35]
- 33e division SS (hongroise no3)[35]

### Inde
Total : 4 500
- Légion des volontaires indiens de la Waffen SS (à partir de 1944)[41]

### Italie
Total : 15 000
- Italienische Freiwilligen Legion[5]
- 1e Sturmbrigade Italienische Freiwilligen Legion[41]
- 24e division SS Karstjäger[41]
- 29e division SS (italienne no 1)[41]

### Lettonie
Total : 80 000,
- Légion lettone [41]
  - 15e division SS (lettone no 1)[41]
  - 19e division SS (lettone no 2)[41]

### Pays-Bas
Total : 20 000
- Légion SS Freiwilligen Niederlande (1941) : 2 559[33]
- SS-Freiwilligen-Standarte Nordwest[41]
- Freiwillige SS Grenadier-Brigade Landstorm Nederland[41]
- 4e brigade de volontaires SS Panzergrenadier Nederland[41]
- 23e division SS Nederland[41]
- 34e division SS Landstorm Nederland[41]

### Norvège
Total : 6 000
- SS Freiwilligen Legion Norwegen[42] (1941) : 1 218[33]
- SS-Schijager-Batalljon Norwegen[42]
- SS-Panzergrenadier-Regiment 23 Norge[43]

### Roumanie
Total : 50 000
- Volontaires roumains dans la Waffen-SS [42]
- Waffen Grenadier Regiment der SS (1er roumain) [42]
- Waffen Grenadier Regiment der SS (2e roumain) [42]

### Espagne
- Spanische-Freiwilligen-Kompanie der SS 101 [42]
- Spanische-Freiwilligen-Kompanie der SS 102 [42]

### Union soviétique
- 14e division SS (galicienne no 1)[44]
- 29e division de grenadiers Waffen SS RONA (1er russe)[44]
- 30e division SS (russe no 2)[44]
- Osttürkische Waffen-Verbände der SS[42]
- Kaukasische Waffen-Verbände der SS[42]
- Brigade Waffen-Sturm Kaminski[42]
- Brigade Waffen-Sturm RONA[42]
- Tataren-Gebirgsjäger-Regiment der SS[42]
- Waffen-Gebirgs-Brigade der SS (tatarische Nr. 1)[44]
- Waffen-Grenadier-Brigade der SS (weißruthenische Nr. 1)[44]

### Suède
- Waffen-SS Abteilung Sveaborg.
- Le nombre d'hommes SS suédois n'est pas clair ; les historiens l'estiment entre 100 et 300. Les volontaires suédois ont rejoint plusieurs unités SS, y compris la 5e division SS Wiking[45] et le III Germanisches Panzer Korps, entre autres[46].

### Suisse
Au total, environ treize cents volontaires suisses ont rejoint les SS.

### Serbie
Total : 27 886
- Corps de volontaires serbes (absorbé en 1944)
- 7e division SS Prinz Eugen

### Royaume-Uni
Total : 54 
- Britisches Freikorps)[44]